# Campylaspis ovalis
Campylaspis ovalis is een zeekommasoort uit de familie van de Nannastacidae. De wetenschappelijke naam van de soort is voor het eerst geldig gepubliceerd in 1912 door Stebbing.